# Diario Uno (Mendoza)
Diario Uno es un diario argentino de la ciudad de Mendoza, capital de la provincia homónima. El matutino hoy puede ser consultado en versión digital y desde los últimos 9 meses ha estado entre los 10 diarios con más visitas de Argentina.

## Historia
Fue fundado el 27 de junio de 1993, y es propiedad de Grupo América.
En 2000 se lanzó en Entre Ríos su propio diario el día 12 de noviembre.
En 2010 el diario respaldó abiertamente el proyecto que declara de interés público la producción de pasta de celulosa en el marco del caso de Papel Prensa S. A.: "Quienes hemos sido víctimas de la política discriminadora de Papel Prensa durante años no podemos dejar de ver con buenos ojos que el tema se trate públicamente", dice la publicación.